# Skuhrov nad Bělou
Skuhrov nad Bělou (německy Skuchrow an der Alba) je obec v okrese Rychnov nad Kněžnou v Královéhradeckém kraji. Leží osm kilometrů severně od Rychnova nad Kněžnou při silnici II/321 z Častolovic do Deštného v Orlických horách. Žije zde přibližně 1 200 obyvatel.

## Historie
První písemná zmínka o obci pochází z roku 1279.

## Obyvatelstvo
| Rok            | 1869  | 1880  | 1890  | 1900  | 1910  | 1921  | 1930  | 1950  | 1961  | 1970  | 1980  | 1991  | 2001  | 2011  | 2021  |
| -------------- | ----- | ----- | ----- | ----- | ----- | ----- | ----- | ----- | ----- | ----- | ----- | ----- | ----- | ----- | ----- |
| Počet obyvatel | 1 639 | 1 705 | 1 715 | 1 724 | 1 692 | 1 579 | 1 489 | 1 321 | 1 299 | 1 219 | 1 174 | 1 069 | 1 034 | 1 051 | 1 081 |
| Počet domů     | 248   | 256   | 260   | 262   | 266   | 275   | 303   | 335   | 307   | 302   | 283   | 337   | 355   | 373   | 365   |

## Obecní správa
V letech 1869–1900 Skuhrov nad Bělou byl osadou obce Hraštice v okrese Rychnov nad Kněžnou (v letech 1869–1890 Rychnov). Od roku 1910 je obcí.

### Části obce
- Skuhrov nad Bělou
- Brocná
- Debřece
- Hraštice
- Nová Ves
- Rybníčky
- Svinná

### Obecní symboly
Znak byl obci udělen rozhodnutím předsedy Poslanecké sněmovny Parlamentu České republiky dne 27. ledna 1997 a vlajka byla obci udělena rozhodnutím předsedy PSP ČR dne 21. června 1999.

## Pamětihodnosti
- Hrad Skuhrov, zřícenina
- Kostel sv. Jakuba Většího
- Skuhrovská lípa

### Zaniklé
- Barokní silniční most přes Bělou – byl stržen povodní v 70. letech 20. století a nahrazen stávajícím silničním mostem z roku 1976
- Vysoká huť Růženina – v roce 2011 částečně zbourána

## Osobnosti
- Spisovatel Josef Ehrenberger (1815 – 1882) tu působil jako kaplan a farář.
- Podnikatel Josef Porkert zakladatel firmy Porkert na výrobu malých kuchyňských strojků

## Další fotografie

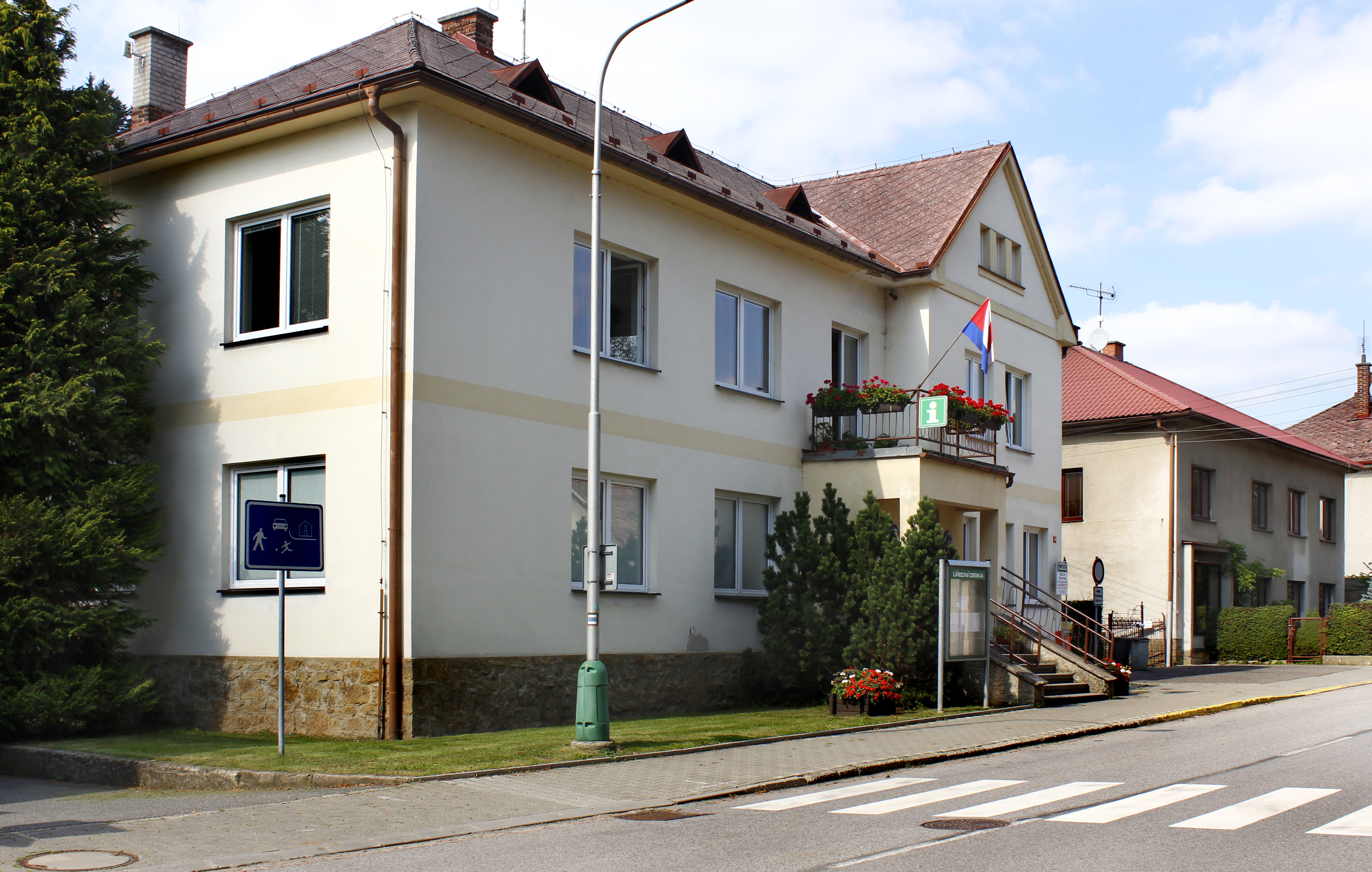
Obecní úřad
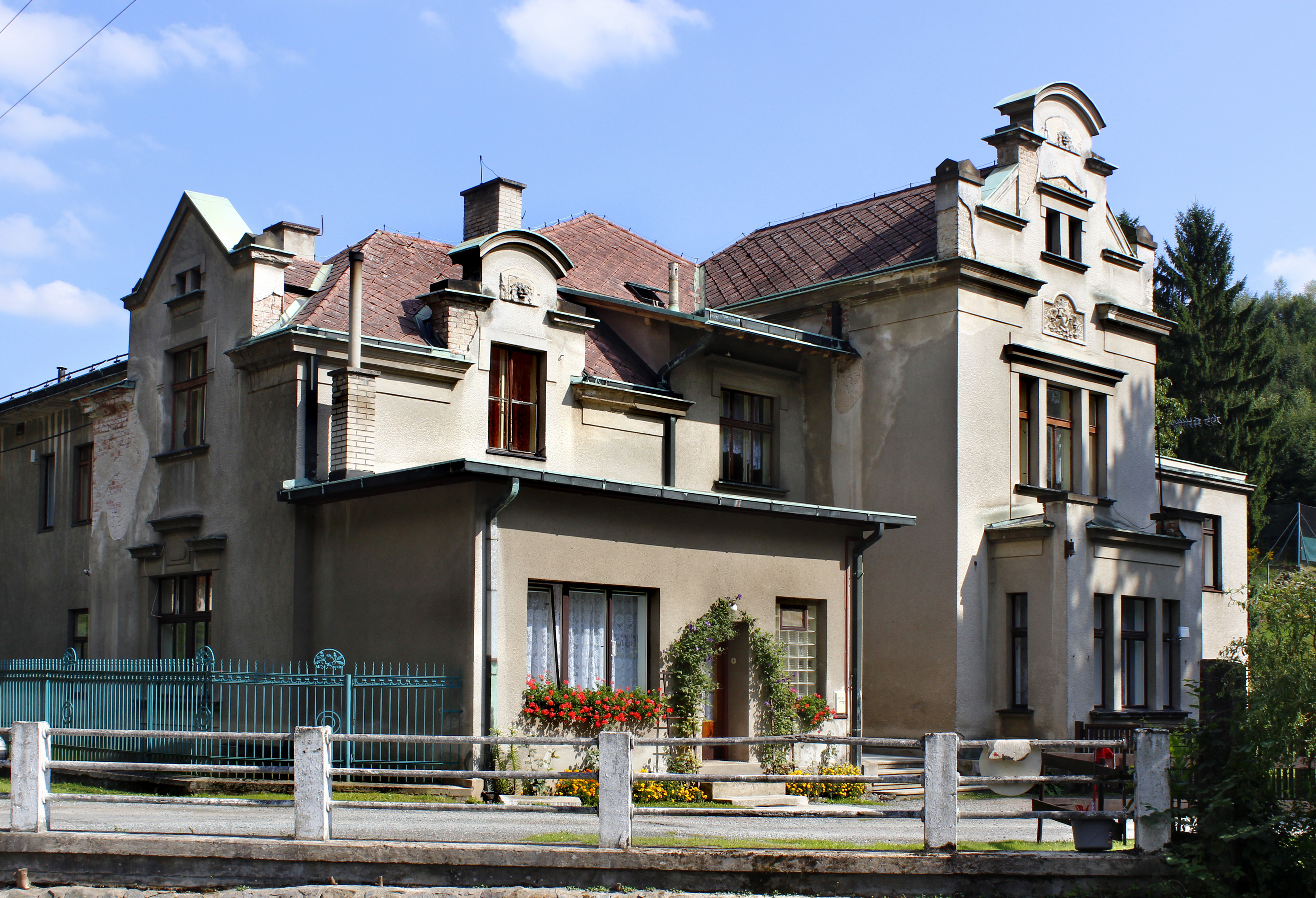
Vila u Bělé
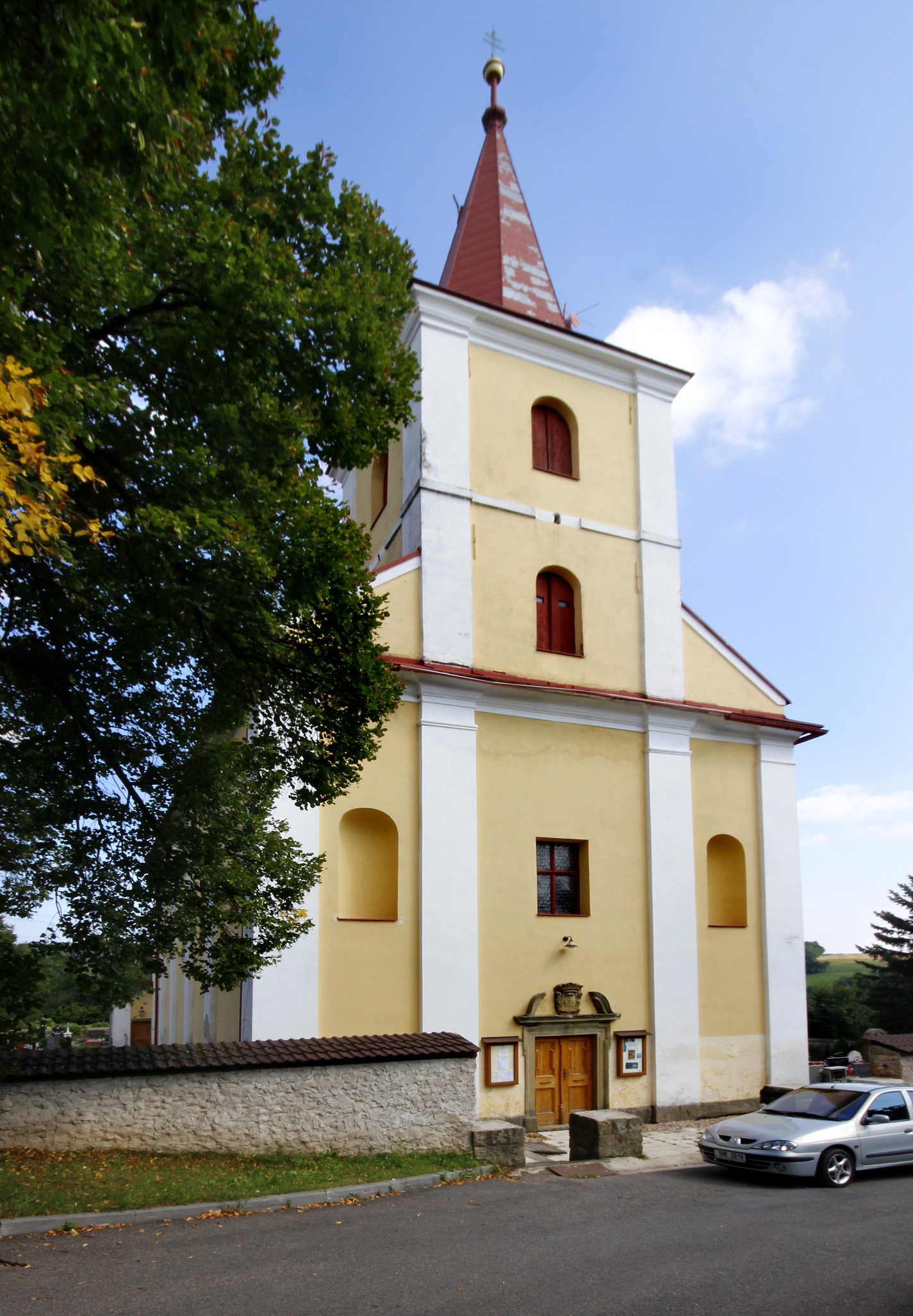
Kostel sv. Jakuba Většího